# Charlie Sheen
Carlos Irwin Estévez (født 3. september 1965), bedst kendt under sit kunstnernavn Charlie Sheen, er en amerikansk skuespiller. Han har medvirket i film som Platoon (1986), The Wraith (1986), Wall Street (1987), Major League (1989), Hot Shots! (1991), Hot Shots! Part Deux (1993), Scary Movie 3 (2003) og Scary Movie 4 (2006). På tv, er Sheen kendt for sine roller på Spin City, Two and a Half Men og Anger Management. I 2010, var Sheen den højest betalte skuespiller på tv, da han blev betalt 1.8 mio. amerikanske dollar per episode af Two and a Half Men.
Sheens personlige liv har også skabt overskrifter, herunder rapporter om alkohol- og stofmisbrug og ægteskabelige problemer, såvel som påstande om vold i hjemmet. Han blev fyret fra Two and a Half Men af CBS og Warner Bros. i marts 2011. Sheen tog efterfølgende på en landsdækkende turné.
Den 17. november 2015 bekræftede Sheen på live-tv på kanalen NBC, at han gennem ca fire år har haft diagnosen HIV-positiv, en hemmelighed, der i følge Sheen selv har kostet ham flere millioner dollars i afpresning.
Sheen har tre søskende i filmbranchen: Emilio Estevez, Ramon Estevez og Renée Estevez. Hans bedsteforældre var immigranter fra Galicien i Spanien og Irland.

## Filmografi

### Udvalgt filmografi
- Red Dawn (1984)
- Platoon (1986)
- The Wraith (1986)
- Wall Street (1987)
- Young Guns (1988)
- Major League (1989)
- Men at Work (1990)
- Navy SEALs (1990)
- The Rookie (1990)
- Hot Shots! (1991)
- Hot Shots! Part Deux (1993)
- Beyond the Law (1993)
- The Arrival (1996)
- Money Talks (1997)
- Rated X (2000)
- Scary Movie 3 (2003)
- Scary Movie 4 (2006)
- A Glimpse Inside the Mind of Charles Swan III (2012)
- Machete Kills (2013)
- Scary Movie 5 (2013)